# Theodore Roosevelt Sr.
Theodore Roosevelt Sr. (22 de setembro de 1831 – 9 de fevereiro de 1878) foi o pai do ex-presidente americano Theodore Roosevelt, e avô da primeira-dama dos Estados Unidos Eleanor Roosevelt. Ele era o neto de Cornelius Van Schaak Roosevelt e Margaret Barnhill
Roosevelt foi um notável filantropista de Nova Iorque. Ele participou na fundação da Children's Aid Society, o Metropolitan Museum of Art, o Museu Americano de História Natural, e o Centro Ortopedista para crianças, ambos em Nova Iorque. Foi também um participante notável da sociedade americana, ele foi descrito por um historiador como um homem de "boas obras e bons tempos."

## Casamento com Martha Bulloch em 1853
A esposa de Theodore Roosevelt era Martha Bulloch de Roswell, nascida no estado de Georgia em 1835. Eles casaram-se em 22 de Dezembro de 1853, na mansão de Martha em Roswell. O filho de Theodore visitou quando presidente a velha mansão de sua mãe.

## Filhos
Theodore e Martha tiveram duas filhas e dois filhos. A filha mais velha se chamava Anna, apelidada de "Bamie". O filho mais velho foi Theodore Jr., nascido em 27 de outubro de 1858. Ele também teve um segundo filho, Elliott (o pai da futura primeira-dama Eleanor Roosevelt) e uma segunda filha Corinne (avó de colunistas e Joseph Stewart Alsop).

## Sua morte
Ele morreu com a idade de 46 anos a partir de um tumor intestinal, que lhe causou grande dor por meses, principalmente nas refeições. Inicialmente ele manteve sua doença em segredo para seu filho, que estava afastado frequentando Harvard. No final, porém, Theodore Jr. foi informado imediatamente e tomou um trem para Nova Iorque de Cambridge, onde ele perdeu a morte do pai por algumas horas. Brands afirmou que isto abalou psicologicamente Teddy Jr. Sepultado no Green-Wood Cemetery.